# BattleTech: The Crescent Hawk’s Inception
BattleTech: The Crescent Hawk’s Inception ist ein Computer-Rollenspiel des amerikanischen Entwicklerstudios Westwood Associates und ein Lizenzprodukt zur Tabletop-Spielewelt BattleTech von FASA. Es erschien ab 1988 im Vertrieb von Infocom für die Plattformen MS-DOS, Amiga, Apple II, Atari ST und Commodore 64.

## Handlung
Jason Youngblood ist ein angehender Mech-Pilot, der zur Ausbildung in der Zitadelle von Pacifica, einer Welt des Lyranischen Commonwealth, stationiert ist. Jasons Vater Jeremiah ist ein legendärer Mech-Pilot und Gründer des Elitetrupps der Crescent Hawks. Als die Zitadelle von Truppen des verfeindeten Draconis Kombinats aus dem Haus Kurita angegriffen wird, kann Jason knapp entkommen. Nachdem er Rex Pearce gefunden hat, einen alten Kampfgefährten seines Vaters, vereinigt er nach und nach die Crescent Hawks wieder. Mit seinen Gefährten beginnt Jason die Rückeroberung des Planeten Pacifica. Dazu macht er sich auf die Suche nach seinem verschollenen Vater und geht Hinweisen zu einer geheimen Basis der Lyraner nach.

## Spielprinzip
Der Spieler erlernt zu Beginn im Areal der Zitadelle von Pacifica das grundlegende Spielprinzip. Aus der Vogelperspektive steuert er seine Spielfigur durch die Spielwelt, indem er ihr Richtungsbefehle gibt, in die sie sich bewegen soll. Nach einigen Übungsmissionen beginnt die Handlung des Spiels und der Spieler beginnt mit seinem Mech die Welt zu erobern. Er kann Ortschaften besuchen, sich mit Bewohnern unterhalten, die Gegend erforschen und mit erbeutetem Geld seinen Mech ausbauen. Auch die Fähigkeiten der Spielfiguren können an bestimmten Stellen teilweise verbessert werden. Im Laufe des Spiels kann er außerdem Verbündete finden und so auch eine Gruppe von mehreren Mechs in die Kämpfe führen.
Die Schlachten zwischen Soldaten und Mechs sind eher dem Genre der Strategiespiele zuzuordnen aber dennoch rollenspieltypisch. Der Spieler gibt zuerst die Kommandos ein und beendet dann seinen Zug. Anschließend werden alle gewünschten Aktionen vom Computer rundenbasiert ausgeführt. Nachdem eine der Gruppen besiegt wurde, oder die Flucht ergriffen hat, ist der Kampf beendet.

## Rezeption
Unter anderem mit BattleTech: The Crescent Hawk’s Inception erweiterte der Textadventure-Spezialist Infocom, der mittlerweile zu Activision gehörte, sein Produktportfolio um weitere Genres. Zeitgenössische Tests wiesen mehrfach darauf hin, dass es sich nicht um ein gewohntes Infocom-Spiel handelte. Entsprechend wurde auch die Handlung mit den früheren Textadventures verglichen und bemängelt.

“The game is really a combat game with some story lines wrapped around. It's a good game, but definitely for beginning to low intermediate players. It could be a great bridge to bringing new players into the computer field.”

„Das Spiel ist tatsächlich ein Kampfspiel, das mit einigen Erzählungen verpackt wurde. Es ist ein gutes Spiel, aber definitiv für Einsteiger und Spieler unteren Mittelmaßes. Es könnte eine großartige Brücke sein, die neue Spieler in das Computerfeld bringt.“

„Die Vorfreude war groß: ein Rollenspiel von Infocom! Die hübsche Grafik, eine gute Story, geschickte Spielführung und die guten Zwischentexte an vielen Stellen des Spiels stimmten wunderbar ein. Aber dann… Nachdem man die ersten Stunden fröhlich gespielt und das Pilotentraining absolviert hat, zieht sich BattleTech ganz schön in die Länge. Eine einzige Mission und nur ein (wenn auch großer) Planet zum Erforschen sind einfach zuwenig.“

Das Spielprinzip wurde im Rückblick auch mit Autoduel verglichen, das allerdings Echtzeit-Kämpfe verwendete. In diesem Punkt wurde The Crescent Hawk’s Inception mit Pool of Radiance verglichen.
1990 veröffentlichte Infocom den ebenfalls von Westwood entwickelten direkten Nachfolger, BattleTech: The Crescent Hawks’ Revenge. Anders als The Crescent Hawk’s Inception wurde das Kampfsystem darin jedoch auf Echtzeit umgestellt und nahezu alle Rollenspiel-Elemente aufgegeben.